# Man to Man (film, 1922)
Pour les articles homonymes, voir Man to Man.
Ne doit pas être confondu avec Man to Man (film, 2005).
Pour plus de détails, voir Fiche technique et Distribution.
Man to Man est un film américain réalisé par Stuart Paton, sorti en 1922. Il est considéré comme perdu.

## Fiche technique
- Réalisateur : Stuart Paton
- Scénario : George C. Hull
- Photographie : William Fildew
- Durée : 60 minutes
- Sortie : 20 mars 1922
- Film muet avec intertitres

## Distribution
- Harry Carey : Steve Packard
- Lillian Rich : Terry Temple
- Charles Le Moyne : Joe Blenham
- Harold Goodwin : Slim Barbee
- Willis Robards : Bill Royce